# Zdeněk Pouzar
Zdeněk Pouzar (13. dubna 1932 Říčany – 4. června 2023 Praha) byl český mykolog a botanik. Specializoval se zejména na houby čeledi Polyporaceae. Přinesl cenný vklad do systematiky této skupiny.